# Peyotl
Peyotl (doslova znamená „zámotek brouka“ [zdroj?]) je druh přírodní drogy, rituálně užívané indiánskými kmeny (Huicholové, Tarahumara) v Mexiku nebo domorodou církví Native American Church v USA. Dnes je jednoznačně spojován s druhem kaktusu Lophophora williamsi (Lem.) Coult., starší neplatný název je Anhalonium lewinii. Obsahuje různé alkaloidy (až 50 různých), hlavní je meskalin (až 0,58 %). Název peyotl byl však indiány používán i pro jiné druhy kaktusů, jednak slabě halucinogenní třeba Epithelantha micromeris nebo Echinocereus pectinatus, nebo jen vzhledem podobné. Ty byly indiány využívány k falšování peyotlu pro méně znalé odběratele. [zdroj?]

## Použití

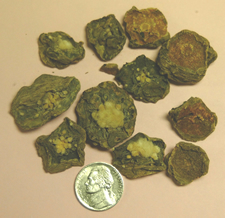
Nařezané sušené hlavičky Lophophora williamsii, takzvané peytlové knoflíky

Užíval se seříznutý vrchol stonku, buď čerstvý, nebo pro možnost transportu i sušený. Stonky, známé též jako „meskalové knoflíky“, obsahují kromě dalších třiceti alkaloidů halucinogenní meskalin, který navozuje pocity tělesné a duševní pohody provázené pestrobarevnými, kaleidoskopickými vidinami. Peyotl roste jen v Texasu a severním Mexiku v extrémně suchých a kamenitých pouštních podmínkách. Sbírá se tradičním způsobem, a to tak, že se odřízne jen ta část kaktusu, která vyčnívá nad zemí, a hlavní kořen se nechá nedotčený v zemi, aby z něj mohly vyrůst další náhradní stonky. Šedozelená korunka peyotlu se pak usuší nebo se sní syrová, někdy se z ní uvaří čaj. Sušený peyotl si své účinky uchovává po celý rok, protože aktivní látky peyotlu nejsou těkavé. Jako „meskalové koláčky“ se sušené vrcholky peyotlu také posílají do míst, kde kaktus neroste.

## Historie
První popisy peyotlu jako narkotické rostliny se objevily již v 16. a 17. století, např. jako Peyotl zacatecensis. První vědecké binomické popisy Lophophora williamsii jako kaktusu, včetně několika zobrazení, byly opakovaně zveřejněny v letech 1845 až 1850, tehdy ještě jako  Echinocactus williamsii. Avšak v té době nebyl tento kaktus spojován s narkotickým peyotlem. Až v roce 1887 lékař J. R. Briggs na sobě vyzkoušel účinek lofofory, shodou okolností nejspíše toxického druhu L. fricii. Zájem farmaceutické firmy Parke et Davis z Detroitu byl nastartován a profesor farmakologie Louis Lewin izoloval první alkaloidy již z L. williamsii. Na jeho počest byla jedna forma druhu duplicitně popsána jako Anhalonium lewinii. Pokus firmy Parke et Davis o zavedení peyotlu mezi léčiva byl neúspěšný.
A. V Frič v roce 1923 rozpoznal domorodý název hikuli walula saeliamia jako nový druh lofofory, který pojmenoval Anhalonium flore-rosea. Její sběr pro obřadní účely je přísné tabu, je totiž smrtelně jedovatá. V roce 1974 jej znalec lofofor MUDr. V Habermann popsal jako L. fricii. Habermann zároveň popsal nový druh L. jouardaniana, dnes jej však považuje za kultivar, případně hybrid různých forem L. williamsii.
Český cestovatel, etnograf, botanik, publicista a svérázný myslitel Alberto Vojtěch Frič (1882–1944) napsal knihu O kaktech a jejich narkotických účincích. V této knize popisuje některé vlastní i cizí meskalinové zážitky, tehdejší články z odborného tisku a své vlastní etnografické poznatky z cesty do Mexika. Kniha vyšla i v reprintu.

## Příbuzné druhy
Rod Lophophora obsahuje několik dalších taxonů, známých jako Lophophora diffusa a Lophophora fricii, které se liší nepatrně vzhledem vyspělých rostlin a především odlišným areálem výskytu. Mají však odlišné alkaloidy, způsobující místo halucinogenního zážitku otravu.
Lophophora diffusa u vyspělých rostlin má více šedozelenou, někdy až žlutozelenou barvu s nejasnými (difusními) žebry. Květy jsou asi 2,5 cm dlouhé, holé, světle narůžovělé až nažloutlé. Má odlišné chemické složení, 90 % z obsahu alkaloidů je ve formě sedativně působícího pellotinu, halucinogenního meskalinu je pouze stopové množství.
Lophophora fricii Habermann je další, peyotlu vzhledově velmi podobná rostlina. Hlavní složkou je alkaloid pellotin, požití vede k otravě.
Někteří taxonomové, například v anglické verzi wikipedie, neuznávají samostatnost těchto druhů a řadí je jako formy Lophophora williamsi. Tím se ale dostávají do jednoho druhu jak halucinogenní, tak jedovaté rostliny.

## Možná rizika spojená s konzumací rostliny
Požití rostlin pěstovaných ve sbírkových sklenících vyvolává silnou nevolnost. Může způsobit otravu a není vyloučena ani smrtelná otrava. Rostliny pěstované v našich klimatických podmínkách při nedostatečném slunečním záření mají nízký obsah narkotického alkaloidu mezkalinu, ale obsah ostatních nepříznivě působících alkaloidů je dostatečný k vyvolání nevolnosti až otravy. Rostliny navíc v tělních šťávách obsahují dlouhopůsobící systémové chemické postřiky používané na ochranu proti škůdcům. Zatímco v domovině jsou areály výskytu narkotického peyotlu a ostatních toxických druhů oddělené, ve sbírkách se pěstují vedle sebe. Rostliny mohou být špatně určené a též dochází k hybridizaci toxických a narkotických rostlin.[zdroj?]
L. diffusa a L. fricii obsahují jako hlavní alkaloid pellotin, činí 60 až 95 % obsahu alkaloidů. Pellotin nemá halucinogenní účinky, je však výrazně neurotoxický. Otrava pellotinem se podobá otravě strychninem. Smrtelnou dávku může obsahovat jedna větší rostlina L. fricii. Smrt nastává během několika hodin ve velmi bolestných křečích.[zdroj?]